# Троль (антарктична станція)
Троль (норв. Troll) — норвезька науково-дослідна станція в Антарктиці, заснована у 1990 році. Розташована за 235 км від Берега Принцеси Марти на Землі Королеви Мод. Населення становить 40 осіб влітку, 8 — взимку. Є єдиною постійною з норвезьких станцій на континенті. Підпорядкована Норвезькому полярному інституту.
На відміну від більшості дослідницьких станцій на континенті, «Троль» споруджена на безсніжному схилі твердих порід, що пробивається через крижаний простір в Ютульсессен, розташованому на висоті 1 275 м над рівнем моря. Станція була відкрита як сезонна у 1990 році. З 2005 року є постійною. Влітку працює в тандемі зі станцією «Тор», яка розташована за 100 км від неї.